# José Santos Chocano
José Santos Chocano Gastañodi (n. 14 mai 1875 - d. 13 iulie 1934) a fost un poet peruvian.

## Opera
- 1895: Mânii sfinte ("Iras santas");
- 1900: Pădurea virgină ("La selva virgen");
- 1906: Sufletul Americii ("Alma América");
- 1934: Începuturile aurului în Indii ("Primicias de oro de Indias").